# Gymnophthalmus speciosus
La lagartija anteojada dorada (Gymnophthalmus speciosus), también conocida como lagartija dorada, es una lagartija que pertenece a la familia de los microteíidos. Es nativo de México, Guatemala, Belice, Honduras, El Salvador, Nicaragua, Costa Rica, Panama, Venezuela incluyendo Isla de Margarita, Guyana, Isla Chacachacare en Trinidad y Tobago y Colombia. Es una lagartija pequeña, cilíndrica, con una cola larga y extremidades algo reducidas.